# Hybridella
Hybridella là một chi thực vật có hoa trong họ Cúc (Asteraceae).

## Loài
Chi Hybridella gồm các loài: